# Olympische Sommerspiele 1936/Ringen – Freistil Mittelgewicht (Männer)
Das Freistilringen im Mittelgewicht bei den Olympischen Sommerspielen 1936 wurde vom 2. bis 4. August in der Deutschlandhalle ausgetragen. Pro Nation durfte maximal ein Athlet antreten. Die Gewichtsklasse war auf bis zu 79 kg begrenzt.
Der Wettbewerb wurde nach einem Ausscheidungssystem mit Minuspunkten ausgetragen. In jeder Runde hatte jeder Athlet einen Kampf. Bei ungerader Anzahl an Athleten, hatte ein Athlet ein Freilos. Der Verlierer eines Kampfes erhielt 3 Minuspunkte, wenn er durch einen Schultersieg seines Gegner unterlag oder mit 0:3 Punkten den Kampf verlor. Zwei Minuspunkte erhielt der Athlet bei einer Niederlage von 1:2 Punkten. Der Sieger erhielt einen Minuspunkt, wenn er nach Punkten gewann, und 0 Minuspunkte, wenn der Sieg durch Schultersieg erfolgte. Am Ende jeder Runde wurde jeder Athlet mit mehr als 4 Minuspunkten eliminiert.

## Zeitplan
| Datum          | Runde                                   |
| -------------- | --------------------------------------- |
| 2. August 1936 | Runde 1                                 |
| 4. August 1936 | Runde 2 Runde 3 Runde 4 Runde 5 Runde 6 |

## Ergebnisse

### Runde 1
| Sieger           | Nation             | Art des Sieges          | Verlierer           | Nation                |
| ---------------- | ------------------ | ----------------------- | ------------------- | --------------------- |
| János Riheczky   | Ungarn             | Punkteentscheidung, 3–0 | Karam Rasul         | Britisch-Indien       |
| Richard Voliva   | Vereinigte Staaten | Schultersieg            | Jan van der Merwe   | Südafrikanische Union |
| Ercole Gallegati | Königreich Italien | Punkteentscheidung, 2–1 | Ludvig Lindblom     | Schweden              |
| Ahmet Kireççi    | Türkei             | Punkteentscheidung, 3–0 | Hans Schedler       | Deutsches Reich       |
| Kyösti Luukko    | Finnland           | Schultersieg            | Frans Van Hoorebeke | Belgien               |
| Émile Poilvé     | Frankreich         | Schultersieg            | Terry Evans         | Kanada                |
| Jaroslav Sysel   | Tschechoslowakei   | Punkteentscheidung, 2–1 | Leslie Jeffers      | Großbritannien        |
| Ernst Krebs      | Schweiz            | Freilos                 |                     |                       |

| Rang | Athlet              | Nation                | Minuspunkte |
| ---- | ------------------- | --------------------- | ----------- |
| 1    | Ernst Krebs         | Schweiz               | 0           |
| 1    | Kyösti Luukko       | Finnland              | 0           |
| 1    | Émile Poilvé        | Frankreich            | 0           |
| 1    | Richard Voliva      | Vereinigte Staaten    | 0           |
| 5    | Ercole Gallegati    | Königreich Italien    | 1           |
| 5    | Ahmet Kireççi       | Türkei                | 1           |
| 5    | János Riheczky      | Ungarn                | 1           |
| 5    | Jaroslav Sysel      | Tschechoslowakei      | 1           |
| 9    | Leslie Jeffers      | Großbritannien        | 2           |
| 9    | Ludvig Lindblom     | Schweden              | 2           |
| 11   | Terry Evans         | Kanada                | 3           |
| 11   | Frans Van Hoorebeke | Belgien               | 3           |
| 11   | Jan van der Merwe   | Südafrikanische Union | 3           |
| 11   | Karam Rasul         | Britisch-Indien       | 3           |
| 11   | Hans Schedler       | Deutsches Reich       | 3           |

### Runde 2
| Sieger           | Nation             | Art des Sieges          | Verlierer           | Nation                |
| ---------------- | ------------------ | ----------------------- | ------------------- | --------------------- |
| Ernst Krebs      | Schweiz            | Schultersieg            | János Riheczky      | Ungarn                |
| Richard Voliva   | Vereinigte Staaten | Punkteentscheidung, 3–0 | Karam Rasul         | Britisch-Indien       |
| Ahmet Kireççi    | Türkei             | Punkteentscheidung, 2–1 | Ludvig Lindblom     | Schweden              |
| Ercole Gallegati | Königreich Italien | Punkteentscheidung, 3–0 | Hans Schedler       | Deutsches Reich       |
| Émile Poilvé     | Frankreich         | Punkteentscheidung, 3–0 | Kyösti Luukko       | Finnland              |
| Jaroslav Sysel   | Tschechoslowakei   | Schultersieg            | Frans Van Hoorebeke | Belgien               |
| Leslie Jeffers   | Großbritannien     | Punkteentscheidung, 2–1 | Terry Evans         | Kanada                |
|                  |                    | zurückgezogen           | Jan van der Merwe   | Südafrikanische Union |

| Rang | Athlet              | Nation                | Minuspunkte |
| ---- | ------------------- | --------------------- | ----------- |
| 1    | Ernst Krebs         | Schweiz               | 0           |
| 2    | Émile Poilvé        | Frankreich            | 1           |
| 2    | Jaroslav Sysel      | Tschechoslowakei      | 1           |
| 2    | Richard Voliva      | Vereinigte Staaten    | 1           |
| 5    | Ercole Gallegati    | Königreich Italien    | 2           |
| 5    | Ahmet Kireççi       | Türkei                | 2           |
| 7    | Leslie Jeffers      | Großbritannien        | 3           |
| 7    | Kyösti Luukko       | Finnland              | 3           |
| 9    | Ludvig Lindblom     | Schweden              | 4           |
| 9    | János Riheczky      | Ungarn                | 4           |
| 11   | Terry Evans         | Kanada                | 5           |
| 12   | Frans Van Hoorebeke | Belgien               | 6           |
| 12   | Jan van der Merwe   | Südafrikanische Union | 6           |
| 12   | Karam Rasul         | Britisch-Indien       | 6           |
| 12   | Hans Schedler       | Deutsches Reich       | 6           |

### Runde 3
| Sieger         | Nation             | Art des Sieges          | Verlierer        | Nation             |
| -------------- | ------------------ | ----------------------- | ---------------- | ------------------ |
| Richard Voliva | Vereinigte Staaten | Punkteentscheidung, 2–1 | Ernst Krebs      | Schweiz            |
| János Riheczky | Ungarn             | Punkteentscheidung, 3–0 | Ludvig Lindblom  | Schweden           |
| Ahmet Kireççi  | Türkei             | Punkteentscheidung, 3–0 | Ercole Gallegati | Königreich Italien |
| Kyösti Luukko  | Finnland           | Punkteentscheidung, 3–0 | Jaroslav Sysel   | Tschechoslowakei   |
| Émile Poilvé   | Frankreich         | Schultersieg            | Leslie Jeffers   | Großbritannien     |

| Rang | Athlet           | Nation             | Minuspunkte |
| ---- | ---------------- | ------------------ | ----------- |
| 1    | Émile Poilvé     | Frankreich         | 1           |
| 2    | Ernst Krebs      | Schweiz            | 2           |
| 2    | Richard Voliva   | Vereinigte Staaten | 2           |
| 4    | Ahmet Kireççi    | Türkei             | 3           |
| 5    | Kyösti Luukko    | Finnland           | 4           |
| 5    | Jaroslav Sysel   | Tschechoslowakei   | 4           |
| 7    | Ercole Gallegati | Königreich Italien | 5           |
| 7    | János Riheczky   | Ungarn             | 5           |
| 9    | Leslie Jeffers   | Großbritannien     | 6           |
| 10   | Ludvig Lindblom  | Schweden           | 7           |

### Runde 4
| Sieger         | Nation             | Art des Sieges          | Verlierer      | Nation           |
| -------------- | ------------------ | ----------------------- | -------------- | ---------------- |
| Ahmet Kireççi  | Türkei             | Punkteentscheidung, 2–1 | Ernst Krebs    | Schweiz          |
| Richard Voliva | Vereinigte Staaten | Withdrew                | Kyösti Luukko  | Finnland         |
| Émile Poilvé   | Frankreich         | Schultersieg            | Jaroslav Sysel | Tschechoslowakei |

| Rang | Athlet         | Nation             | Minuspunkte |
| ---- | -------------- | ------------------ | ----------- |
| 1    | Émile Poilvé   | Frankreich         | 1           |
| 2    | Richard Voliva | Vereinigte Staaten | 2           |
| 3    | Ahmet Kireççi  | Türkei             | 4           |
| 3    | Ernst Krebs    | Schweiz            | 4           |
| 5    | Jaroslav Sysel | Tschechoslowakei   | 7           |
| 6    | Kyösti Luukko  | Finnland           | 7           |

### Runde 5
| Sieger         | Nation             | Art des Sieges          | Verlierer     | Nation  |
| -------------- | ------------------ | ----------------------- | ------------- | ------- |
| Émile Poilvé   | Frankreich         | Schultersieg            | Ernst Krebs   | Schweiz |
| Richard Voliva | Vereinigte Staaten | Punkteentscheidung, 2–1 | Ahmet Kireççi | Türkei  |

| Rang   | Athlet         | Nation             | Minuspunkte |
| ------ | -------------- | ------------------ | ----------- |
| 1      | Émile Poilvé   | Frankreich         | 1           |
| 2      | Richard Voliva | Vereinigte Staaten | 3           |
| Bronze | Ahmet Kireççi  | Türkei             | 6           |
| 4      | Ernst Krebs    | Schweiz            | 7           |

### Runde 6
| Sieger       | Nation     | Art des Sieges | Verlierer      | Nation             |
| ------------ | ---------- | -------------- | -------------- | ------------------ |
| Émile Poilvé | Frankreich | Schultersieg   | Richard Voliva | Vereinigte Staaten |

| Rang   | Athlet         | Nation             | Minuspunkte |
| ------ | -------------- | ------------------ | ----------- |
| Gold   | Émile Poilvé   | Frankreich         | 1           |
| Silber | Richard Voliva | Vereinigte Staaten | 6           |